# Ostereierschieben

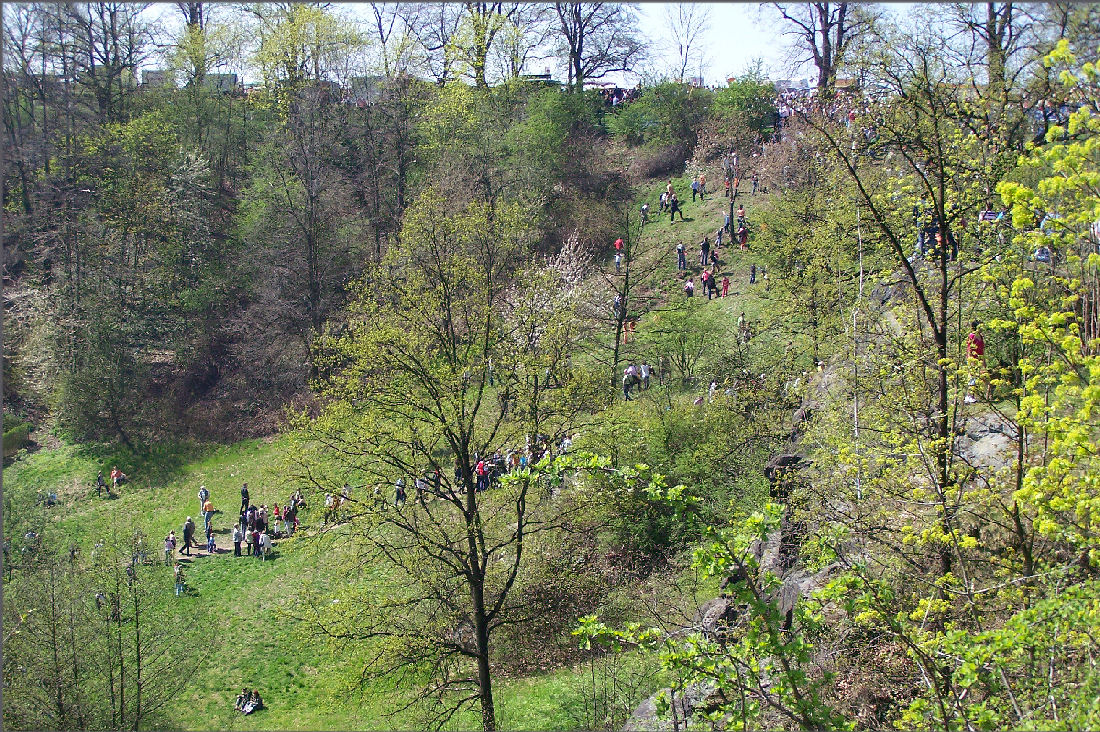
Der Südhang des Protschenberges in Bautzen – Schauplatz des Ostereierschiebens

Das Ostereierschieben, gewöhnlich nur Eierschieben, obersorbisch Jejkakulenje, in Brandenburg als Eiertrudeln, in Ostfriesland als Eiertrullern und in Graubünden als Eiertrööla bekannt, ist ein am Ostersonntag ausgeübter Brauch, bei dem Kinder Ostereier einen Hügel hinunterrollen lassen.

## Bautzen
Der Brauch wird in Bautzen mit Unterbrechungen schon seit über 400 Jahren ausgeübt und ist neben dem Osterreiten und dem Bemalen sorbischer Ostereier Haupttouristenattraktion der Stadt zur Osterzeit.
Das Ereignis findet am Protschenberg oberhalb der Spree gegenüber der Bautzner Altstadt statt und wurde als Eierrollen bereits 1550 erstmals erwähnt. Die Formen und Regeln waren vielfältig:
In der ursprünglichen Form ließen Kinder aus begüterten Familien Eier und andere Gegenstände den Hang herab rollen, die von Kindern armer Familien aufgefangen wurden.
Zu späteren Zeiten wurde das Ostereierschieben für alle Kinder gleichermaßen veranstaltet. Hartgekochte Eier, Äpfel, Apfelsinen oder andere halbwegs runde Gegenstände wurden den Berg hinuntergerollt. Die Kinder Bautzens und der Umgebung standen am Hang des Berges und versuchten die Gegenstände aufzufangen. 
In einer abgewandelten Form ließen Kinder Eier den Hang hinunterrollen. Gewinner war derjenige, dessen Eier unversehrt blieben, die weiteste Strecke zurücklegten oder wer am Schluss die meisten unzerbrochenen Eier übrig hatte.
Heute verwendet man bunte Plastikbälle, die gegen Preise eingetauscht werden können.

## Eierschieben in anderen Orten
Das Ostereierschieben ist auch in der Oststeiermark bekannt. In Teilen Brandenburgs (z. B. Brandenburg an der Havel und in der Prignitz) sowie in der Altmark übt man diese Tradition unter dem Namen „Ostereier trudeln“ aus.
In Perleberg (Landkreis Prignitz) werden die hartgekochten Eier im Wettstreit nacheinander den Abhang „hinuntergetrudelt“. Wessen Ei am kürzesten gerollt ist, muss alle Eier der Gruppe sammeln und den Abhang wieder hinaufbringen. Eier mit beschädigter Schale müssen sofort verzehrt werden. Aufgrund der geringen Anzahl von geeigneten Flächen (es gibt nur wenige Erhebungen) tritt eine gewisse Konzentration der „Eiertrudler“ mit Volksfestcharakter an bestimmten Orten (z. B. Weinberg) auf.
In Ostfriesland gibt es am Ostersonntag den Brauch des „Eiertrullern“ ebenfalls. Zumeist am Deich wird dieses Trullern mit der Familie oder Freunden als Wettkampf ausgetragen. Während kleinere Kinder die hartgekochten Eier von der Deichkrone hinunterrollen lassen, werden sie von den Älteren regelrecht geworfen. Pro Runde scheiden alle beschädigten Eier, das am wenigsten weit geworfene Ei sowie alle eventuell bis in die Nordsee geworfenen Eier aus.
Die verbliebenen Mitspieler werfen dann in der nächsten Runde gemäß der erzielten Weite in umgekehrter Reihenfolge – solange bis ein Sieger(ei) feststeht.
Auf der nordfriesischen Insel Sylt ist der Brauch als Aier smiten (nordfriesisch für Eierwerfen) bekannt, im angrenzenden Dänemark ist der Brauch als Æggekast und Æggerulning bekannt.
Der Brauch war einst auch in weiten Teilen der Schweiz üblich. In Maienfeld beispielsweise findet am Ostersonntag am „Eierbühel“ (‚Eierhügel‘) zwischen Rofels und Bovel das im Kanton Graubünden so genannte „Eiertrööla“ statt. Je nach Osterzeitpunkt und Graswuchs werden die Eier dabei den Abhang hinuntergetröölt (gerollt) oder wie Bälle geworfen. Es gewinnt, wessen Ei am weitesten geworfen wird oder die meisten Würfe übersteht. Früher war der Osterbrauch bei vielen Kindern der Gemeinde beliebt, heute wird er nur noch von wenigen Familien ausgeübt.
Das Eierrollen wird seit langem im Garten des Weißen Hauses durchgeführt, wobei der Präsident und seine Ehefrau Kinder in Begleitung ihrer Eltern einladen.